# I'm Watch
I'm Watch es un smartwatch, es decir, un dispositivo reloj de pulsera que posee pantalla táctil y el sistema operativo Android. Se puede sincronizar con un dispositivo, tableta o teléfono inteligente, mediante  Bluetooth. Ha sido desarrollado por la compañía de origen italiano Blue Sky.
El dispositivo fue demostrado en Techcon ARM 2011 show en Santa Clara (California) y en el CES 2012, fue lanzado en enero de 2012.

## Características
- i'media player reproductor multimedia soporte MP3 y AAC.
- i'mage viewer: visualizador de imágenes.
- i'music: suscripción a servicio de música en línea.
- i'market: descarga de aplicaciones.
- i'm cloud: Sincronización con Google.
- i'm Droid:
  - Directorio: agenda de contactos y teléfonos.
  - Llamadas: recepción y registro de llamadas.
- Micrófono, altavoz, clavija para auriculares y bluetooth.